# Earcom 2: Contradiction
Earcom 2: Contradiction é um EP de seis faixas de três diferentes bandas, lançado em Outubro de 1979, pelo selo Fast Product.
A mais conhecida banda do EP é a britânica Joy Division, que contribuiu com duas faixas, que foram gravadas durante as sessões do álbum de estréia da banda, Unknown Pleasures. Elas não foram incluídas na lista final do álbum do Joy Division e foram lançadas na época exclusivamente neste EP. Elas foram relançadas na compilação Substance, de 1988.

## Faixas
1. Thursdays: "Perfection"
2. Basczax: "Celluloid Love"
3. Basczax: "Karleearn Photography"
4. Joy Division: "Auto-Suggestion" – 6:10
5. Joy Division: "From Safety to Where...?" – 2:27
6. Thursdays: "(Sittin' On) The Dock of the Bay"